# Максутов, Владимир Петрович
Владимир Петрович Максутов (10 декабря 1869/1870 — 18 июля 1917) — российский военный историк, князь, полковник (1915).

## Биография

### Образование
Окончил Ярославскую военную школу. Выдержал экзамен на аттестат зрелости при Радомской мужской гимназии без древних языков.
Окончил Казанское пехотное юнкерское училище (1890).

### Карьера
Службу начал 26 августа 1887 года (поступление в названное училище).
Офицером выпущен в 25-й Смоленский пехотный полк: подпоручик (1890), поручик (1894), штабс-капитан (1900), капитан (1902).
Помощник столоначальника Главного управления Генерального штаба (1905), исполняющий дела журналиста ГУГШ (1910).
Подполковник (1911) с утверждением в должности журналиста ГУГШ, полковник (1915).
Командирован в 492-й Барнаульский пехотный полк 2 ноября 1916 года, назначен командиром 2-го батальона названного полка 3 января 1917 года.

### Причина смерти
Умер от дизентерии.

## Награды
- Орден св. Станислава 3-й ст. (1901).
- Орден св. Анны 3-й ст. (1907).
- Орден св. Станислава 2-й ст. (1910).
- Орден св. Анны 2-й ст. (1915).
- Орден св. Владимира 4-й ст. (1915).
- Орден св. Владимира 3-й ст. (1916).

## Сочинения
- La guerre à va banque (Опыт исследования на почве кампании 1849 г. в Италии). — СПб., 1900.
- История 25-го пехотного Смоленского полка за два века его существования. — СПб., 1901.
- Хронологическая таблица важнейших военных событий всемирной истории. — СПб., 1901.
- История Древнего Востока, культурно-политическая и военная с отдаленнейших времен до эпохи македонского завоевания. — В 2-х тт. — СПб., 1905.
- Ряд статей в газете «Русский Инвалид» (1906—1911) об упорядочении положения современной военной агентуры под заголовком «За кулисами военного дела».
- Состоял сотрудником «Военной энциклопедии» Сытина.